# Ilattia padanga
Ilattia padanga är en fjärilsart som beskrevs av Swinhoe 1919. Ilattia padanga ingår i släktet Ilattia och familjen nattflyn. Inga underarter finns listade i Catalogue of Life.